# 伊藤達彦 (ナレーター)
伊藤 達彦（いとう たつひこ、1971年6月15日 - ）は、日本の男性ナレーター、声優。神奈川県横浜市出身。以前は希楽星、アークプロダクション、有限会社 ヴィーヴに所属していたが、現在は話芸写所属。
旧芸名は、武本 和広（たけもと かずひろ）。話芸写にて「語り」と「ナレーション」の指導を行っている。

## 出演作品

### ナレーション
- NEXCO西日本
- 能美防災
- サントリー「ハイボール」
- 松下電工「システムキッチンエクシモ」
- TOYOTA「楽々マイカーゲット大作戦」
- 「プライム化粧品」
- 三宅一生「Making　things」ボイスガイド
- 「三井化学」
- 吉野家
- ブリヂストンスポーツパークゴルフ
- 日本ドキュメンタム株式会社「Documentum eRoom」
- ISUZU「みまもりくんオンラインサービス」
- 共立印刷IR
- 「SHOT VISION」
- 「中国電力」
- 「ブラウン」
- 「CJプライムショッピング」
- 「日清食品」
- アップル
- aura腹巻
- 高校教材「郷土史かながわ」

番組
- テレビ朝日Web番組「トレナビ」レギュラー
- BS朝日「桂由美の白いカフェ」レギュラー
- BS・CS「世界遺産への旅」
- スペースシャワーTV、テレビ山口TVスポット
- 映画「極道恐怖大劇場 牛頭 GOZU」「ゼブラーマン」東映映画テレビ用番宣伝
- 映画『シティ・オブ・ゴッド』スペースシャワーTVスポット

CM
- 「AQUATIQUE MD」インフォマーシャル＆Exciteポータル
- おそうじ本舗　※TV
- 東京コムウェル
- BS「銀座ベルエトワール」
- GO-NET　※TV
- 水木一郎「プライベート」
- スターライトスタジオ　※TV

VP（ビデオパッケージ）
- スティーヴン・ホーキング博士作「宇宙への秘密の鍵」
- ダイハツ ミラ カスタム
- 古河電池
- 吉野家
- 東京都建設局 河川事業
- アマダ
- 「CK WAY」
- 三菱電機 Blu-ray 「REAL」

DVD
- 学研「ドゥーパ」
- 囲碁連盟講座ビデオ＆DVD予告
- 日本青年会議所企画「地球市民の日」※OVA

### テレビアニメ
- 超特急ヒカリアン（レスキュー工作車 オーシャンアロー）

1999年
- TBS系のバラエティ番組「ワンダフル」の枠内放送アニメーション
  - イケてる2人（男子高生）
  - SURF SIDE HIGH-SCHOOL
- 神八剣伝（親衛隊長クルス）
- HUNTER×HUNTER（第1作）（立会人A、乗客B、客A、執事B、男A）

### OVA
- メーテルレジェンド 交響詩 宿命　第一楽章（地球人男）

### ゲーム
2002年
- 白い軌跡 ～White Spur～　※PC

2004年
- Darling special Backlash 炎のエキゾースト♡ヒート（坂浦助教授）※PS2

2007年
- プリンセスナイトメア（ムラサメ博士）※PC

2008年
- プリンセスナイトメア（ムラサメ博士）※PS2

2012年
- 断罪のマリア 〜ラ・カンパネラ〜（ムラサメ博士）※PSP
- パチパラ3D 大海物語2 With アグネス・ラム 〜パチプロ風雲録・花 消されたライセンス〜（情報屋）

### 朗読
- au携帯サイト『声の図書館』 
  - 国木田独歩作「馬上の友」
  - 夏目漱石作「雨の降る日」

### CDドラマ
- CD「ムラサメ博士の独り言」（ムラサメ博士）※PCゲーム「プリンセスナイトメア」
- 「HUNTER×HUNTER」サウンドドラマCD

### ラジオ
- FM湘南ナパサ「サウンドフリーマーケット」DJ
- かわさきFM「昼下がりの語り」

### 特撮
- ボイスラッガー（1999年1月12日～3月30日、テレビ東京）

### テレビ番組
- おはスタ（テレビ東京）※ダンスバトルお兄さん

### その他
- カラオケドラマシリーズ「銀河への出会い」警察官 役
- 「NTG(緑内障)に気をつけよう」
- 「シャボン玉だいぼうけん」シャボン 役